# Цзян Бо
Цзян Бо (кит. упр. 姜波; 25 января 1982, Шэньян, Ляонин) — китайский футболист, вратарь. Провёл один матч за национальную сборную КНР.

## Карьера

### Клубная карьера
Цзян Бо начал футбольную карьеру в родном городе Шэньян, где выступал за резервную команду «Ляонин». В дальнейшем он получил возможность попробовать свои силы в команде второго дивизионе, которая называлась «Хулудао Хувин» и принадлежала «Ляонину». Цзян провёл в команде только один сезон, однако существенно помог команде и она смогла финишировать в сезоне шестой.
В 2003 году «Ляонин» решил продать «Хулудао Хувин» компании SVT (англ. SVT Group), которая сформировала на её базе новый клуб под названием «Нанькин Йойо». В итоге вся команда переехала в Нанькин, а Цзян Бо в течение нескольких сезонов оставался её частью. Однако команда не показывала высоких результатов, оставаясь крепким середняком.
Перед началом сезона 2007 года только что вышедшая в элитный дивизион команда «Ханчжоу Гринтаун» искала второго вратаря, и в команду на эту позицию был приглашен Цзян Бо, который был взят на замену Ци Сяогуану. В следующем сезоне после нескольких удачных выступлений Цзян стал первым номером и отыграл большую часть сезона — к концу 2008 года он выходил на поле в 26 играх. В сезоне 2009 года Цзян продолжал быть первым номером команды, однако выступления команды разочаровывали и она долгое время боролась за сохранение прописки в Суперлиге. В следующем сезоне новый тренер У Цзиньгуй поставил новые задачи перед клубом, а в воротах появился новый голкипер Хань Фэн. В итоге Цзяну пришлось бороться за место в составе, однако у него это получалось, а клуб занял высшее в истории место — четвёртое, что позволило впервые принять участие в розыгрыше Лиги чемпионов АФК. По окончании сезона Цзян вновь стал первым номером, а в Лиге чемпионов отыграл шесть матчей, однако команда не вышла из группы.
В феврале 2014 года Цзян перешёл на правах аренды в клуб второго дивизиона «Пекин Баси».

### Международная карьера
Цзян Бо вызывался в национальную сборную в октябре 2011 года на матч против национальной команды Ирака, однако на поле так и не вышел. 22 февраля 2012 года сыграл в товарищеском матче против сборной Кувейта (2:0).